# مرسيليائية قلوية
مرسيليائية قلوية (الاسم العلمي: Massilia alkalitolerans) هي نوع من البكتيريا، سلبية الغرام، تتبع المرسيليات.